# U-110 (Kriegsmarine)
U-110 je bila nemška vojaška podmornica Kriegsmarine, ki je bila dejavna med drugo svetovno vojno.

## Zgodovina
9. maja 1941 sta U-110 in U-201 napadli sovražni ladijski konvoj v severnem Atlantiku, južno od Islandije.
Potem, ko je U-110 že potopila dve ladji, jo je opazila britanska korveta HMS Aubretia (K 96) in jo takoj napadla. Podmornica se je uspela izmakniti napadom, toda korveta je dobila pomoč v obliki dveh rušilcev HMS Bulldog (H 91) in HMS Broadway (H 90).
Vse tri ladje so nato prisilile podmornico, da je priplula na površje. Ker je Fritz-Julius Lemp mislil, da je podmornica smrtno zadeta in je pričakoval, da jo bo nasadil HMS Bulldog, je ukazal evakuacijo ladje, ne da bi ukazal uničenje tajnih dokumentov in materialov. Ko je HMS Bulldog opazil, da se podmornica ne potoplja, je opustila napad in poslala svoje mornarje na podmornico.
Le-ti so odkrili razne tajne dokumente in Enigmo, kar so v več potovanjih prenesli na svoje ladje. Da bi to odkritje ostalo prikrito Nemcem, so naslednji dan po nesreči pustili, da je podmornica potopila. Ta dogodek velja za najpomembnejše zajetje druge svetovne vojne, saj so dokumenti in Enigma pomagali pri razbitju nemških šifer in tako rešili neštete ladje v toku vojne. 

## Poveljniki
| Poveljniki |                 |                   |                                 |
| Št.        | Čin             | Ime               | Poveljstvo                      |
| 1.         | Kapitänleutnant | Fritz-Julius Lemp | 21. november 1940 - 9. maj 1941 |

## Tehnični podatki
| Kategorije                                    | Podatki                       |
| --------------------------------------------- | ----------------------------- |
| Teža (t): na površju pod površjem polna Teža  | 1.051 1.178 1.430             |
| Dolžina (m) - tlačni trup (m)                 | 76,5 - 58,75                  |
| Širina (m) - tlačni trup (m)                  | 6,76 - 4,4                    |
| Izpodriv (m)                                  | 4,7                           |
| Višina (m)                                    | 9,6                           |
| Moč (hp): na površju pod podvršjem            | 4.400 1.000                   |
| Hitrost (vozlov): na površju pod podvršjem    | 18,2 7,3                      |
| Doseg (milja/vozel): na površju pod podvršjem | 12.000/10 64/4                |
| Torpeda/Torpedne cevi                         | 22/6 (4 na premcu, 2 na krmi) |
| Krovni top (mm)                               | 105 (110 granat)              |
| Posadka                                       | 48-56                         |
| Maksimalni potop (m)                          | 230                           |